# Curvisignella
Curvisignella là một chi bướm đêm thuộc họ Gelechiidae.